# La Chicana
La Chicana es un grupo de tango formado en Buenos Aires en 1995 por Dolores Solá, Acho Estol y Juan Valverde. El grupo se caracteriza por recuperar los ritmos y las letras de los años iniciales del tango, para aproximarlos al concepto musical del siglo XXI, con ciertas referencias al rock. En 2004 el grupo recibió el Premio Carlos Gardel en la categoría Tango Nuevas Formas, por su tercer álbum, Tango agazapado (2003). Está considerado como uno de los grupos destacados de la llamada Nueva Guardia del tango.

## Historia
La Chicana se formó en 1995, realizando sus primeras presentaciones en varios locales bonaerenses. En 1996 el grupo viajó a Londres, Inglaterra, para participar en la "Semana Argentina", un evento de corte gastronómico que les dio la oportunidad de presentarse en varios locales de esa ciudad. Más adelante ese mismo año se presentarán en la Embajada Argentina en Madrid, España. Durante este año el grupo comienza a aparecer en la programación del canal de cable "Sólo Tango".

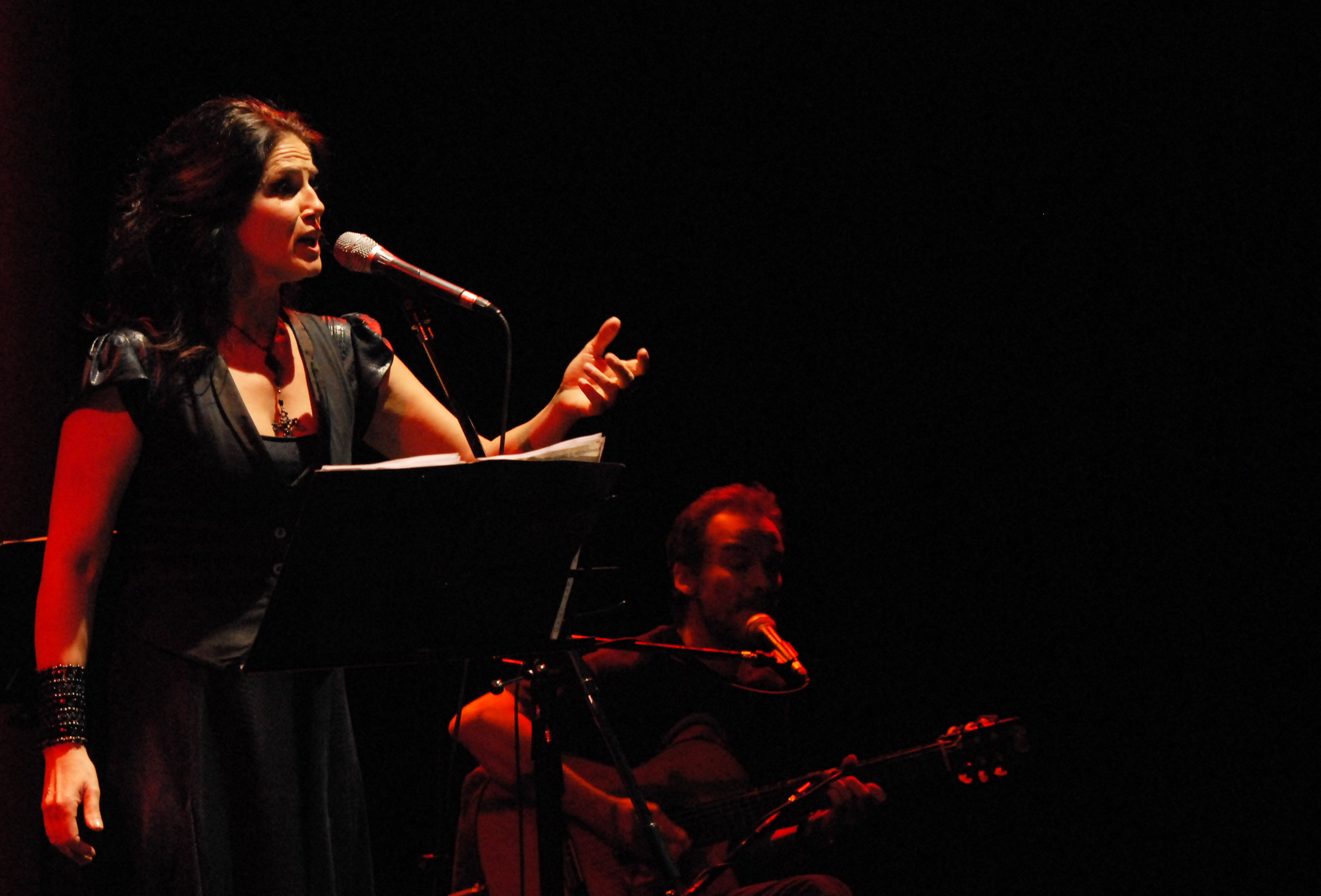
Dolores Solá y Acho Estol

En 1997 volvieron a presentarse en Buenos Aires, tocando incluso en la recepción oficial que la Cancillería Argentina dio al primer ministro de Bélgica en la que estuvo presente, incluso, el Presidente Carlos Saúl Menem. En mayo de ese año se presentarán en la "Semana Argentina" en Toronto, Canadá y en la Embajada Argentina en Brasilia, Brasil.
En junio son invitados a participar en el homenaje que se ofreció a los Emperadores del Japón en Buenos Aires. Asimismo formaron parte de la programación con motivo de la "Semana del Tango" que se realizó en el Centro Cultural San Martín de Buenos Aires. Durante los meses de julio y agosto presentaron su espectáculo "Tan golpeando" en el Café literario "Opera Prima". Los días 18 y 19 de septiembre realizan dos presentaciones en el Teatro Alberto Maranhao, en Natal, Brasil. Durante este mes también actúan en el ciclo "La joven guardia del tango" en la Biblioteca Nacional, en la Academia Nacional del Tango y en la exposición de Tango en el Palais de Glace.
A finales de ese año graban su primer CD Ayer hoy era mañana con numerosos músicos invitados y se presentan en vivo en el Centro Cultural San Martín y en el Café Tortoni de la Avenida de Mayo. En el año 2005 participaron en el documental Tango. Un giro extraño, dirigido por Mercedes García Guevara, el cual presenta a las generaciones más recientes de músicos y bailarines de tango en Argentina. Hasta 2019 grabaron seis discos de estudio más, entre ellos Tango agazapado (2003) que recibió el Premio Carlos Gardel 2004 en la categoría "Tango Nuevas Formas".

## Discografía
- Ayer hoy era mañana (1997)
- Un giro extraño (2000)
- Tango agazapado (2003). Premio Carlos Gardel 2004 en la categoría "Tango. Nuevas Formas".
- Canción Llorada (2005)
- Lejos (2006)
- Revolución o picnic (2011). Disco doble.[3]
- Antihéroes y tumbas. Historias del gótico surero (2015)[4]
- La Pampa Grande (2016)[5][6][7]
- Demos y Rarezas (2016)
- Hikikomori (2020)[8]
- Los lobos del recuerdo (2023)[9]